# Taťjana Sidorovová
Taťjana Alexandrovna Sidorovová (rusky Татьяна Александровна Сидорова; * 25. července 1936 Čeljabinsk, Ruská SFSR) je bývalá sovětská rychlobruslařka.
Národních závodů a sovětských mistrovství se účastnila již od roku 1962, na mezinárodní scéně debutovala v roce 1964 na Zimních olympijských hrách, kde získala v závodě na 500 m bronzovou medaili. Na dalších mezinárodních závodech startovala až v roce 1968, tehdy se na zimní olympiádě umístila na pětistovce na devátém místě. Na mistrovství světa debutovala v roce 1970, kdy skončila dvanáctá na sprinterském šampionátu a patnáctá na vícebojařském. V dalších letech již opět startovala pouze na závodech v Sovětském svazu, sportovní kariéru ukončila po sezóně 1973/1974. Od roku 2001 se pravidelně účastní veteránských závodů.